# Lota Schwager
Der Club de Deportes Lota Schwager ist ein chilenischer Fußballverein aus Coronel. Der Verein wurde 1966 gegründet und trägt seine Heimspiele im Estadio Municipal Federico Schwager aus, das Platz bietet für 5.700 Zuschauer. Lota Schwager, das bisher noch nie chilenischer Fußballmeister wurde, spielt derzeit in der Tercera División A, der vierthöchsten Spielklasse in Chile.

## Geschichte
Der Verein Club de Deportes Lota Schwager wurde am 10. Mai 1966 in der Stadt Coronel, einer Hafenstadt im mittleren Chile, gegründet. Der Name des Klubs geht auf Federico Schwager, einen der Gründungsväter zurück. Lota Schwager startete zunächst in Amateurspielklassen der Region Concepción, schaffte aber schon bald einen steilen Aufstieg bis in die Primera División, die höchste Spielklasse im chilenischen Fußball.
1970 fand man Lota Schwager erstmals in jener Liga, nachdem 1969 durch einen ersten Platz in der Primera División B der Aufstieg erreicht wurde. Schon 1967 war man Zweiter in der zweiten Liga geworden, verpasste den Aufstieg aber knapp. Nach dem erstmaligen Sprung in die Primera División hielt sich der junge Verein dort zehn Jahre. 1980 folgte dann der Wiederabstieg in die Primera División B, wo man in der Folge bis 1987 verweilte, ehe die Rückkehr aufs oberste Level des chilenischen Profifußballs gelang. Allerdings musste man dann direkt wieder absteigen.
1994 erschütterte eine schwere Finanzkrise die Region um Coronel, die auch vor Lota Schwager keinen Halt machte. In Folge dieser immensen finanziellen Probleme musste der Klub zwangsabsteigen und in der Tercera División, der dritten chilenischen Fußballliga, neu starten. Bis 2007 fand man Lota Schwager danach nicht mehr in der Primera División. Erst in besagter Saison konnte man nach Relegationsspielen gegen die Rangers de Talca die Rückkehr in die Erstklassigkeit sicherstellen. Allerdings verlief die folgende Spielzeit in der Primera División wenig erbaulich und Lota Schwager musste sofort wieder den Gang in die Zweitklassigkeit antreten. Bis heute gelang nicht wieder der Erstligaaufstieg, Lota Schwager ist gegenwärtig in der Tercera División A, der vierten chilenischen Fußballliga, zu finden.

## Erfolge
- Chilenische Zweitligameisterschaft: 2× (1969, 1986)

- Chilenische Drittligameisterschaft: 1× (2001)

- Finalteilnahme in der Copa Chile: 1× (1975)

## Bekannte Spieler
- Nelson Acosta, fünffacher uruguayischer Nationalspieler und Akteur von Peñarol Montevideo und O’Higgins Rancagua, 1984 Karriereende im Trikot von Lota Schwager
- Miguel Ángel Gamboa, WM-Teilnehmer von 1982 mit der chilenischen Fußballnationalmannschaft, 1973 eine Spielzeit lang Spieler von Lota Schwager
- Alfonso Lara, spielte von 1970 bis 1973 bei Lota Schwager, weiterhin bei Colo-Colo und Everton Viña del Mar aktiv sowie Teilnehmer an der Weltmeisterschaft 1974 in Deutschland
- Luis Marín, chilenischer Fußballtorhüter in Diensten von Unión Española, 2007 ein Jahr lang bei Lota Schwager unter Vertrag
- Adolfo Nef, lange Jahre Torhüter von Colo-Colo Santiago in den erfolgreichen Siebzigerjahren und WM-Teilnehmer 1974, Karrierebeginn und -ausklang bei Lota Schwager
- Héctor Puebla, sechzehn Jahre bei CD Cobreloa aktiv und Teil der Mannschaft, die zweimal ins Endspiel um die Copa Libertadores kam, Karrierebeginn bei Lota Schwager

## Trainer
- Luis Álamos, betreute die chilenische Nationalmannschaft bei zwei Fußball-Weltmeisterschaften und führte Colo-Colo ins Endspiel der Copa Libertadores, 1970 kurz bei Lota Schwager
- Vicente Cantatore, argentinischer Erfolgstrainer von CD Cobreloa, das er zweimal in Serie ins Endspiel um die Copa Libertadores führte, 1976 bis 1978 bei Lota Schwager
- Guillermo Páez, als Spieler vielfacher chilenischer Nationalspieler und vor allem mit Colo-Colo sehr erfolgreich, 1988 kurze Zeit Coach bei Lota Schwager
- Francisco Valdés, 52-facher Nationalspieler von Chile und Kapitän von Colo-Colo in den Siebzigern, später als Trainer 1992 kurz bei Lota Schwager auf der Bank
- Germán Corengia (August 2013–Juni 2014)[1]